# Łubin żółty
Łubin żółty (Lupinus luteus L.) – gatunek rośliny jednorocznej z rodziny bobowatych. Pochodzi z południowo-zachodniej Europy, Afryki Północnej (Algeria, Maroko, Tunezja) i Azji Zachodniej (Izrael, Liban). W Polsce roślina uprawiana i często dziczejąca (efemerofit).

## Morfologia

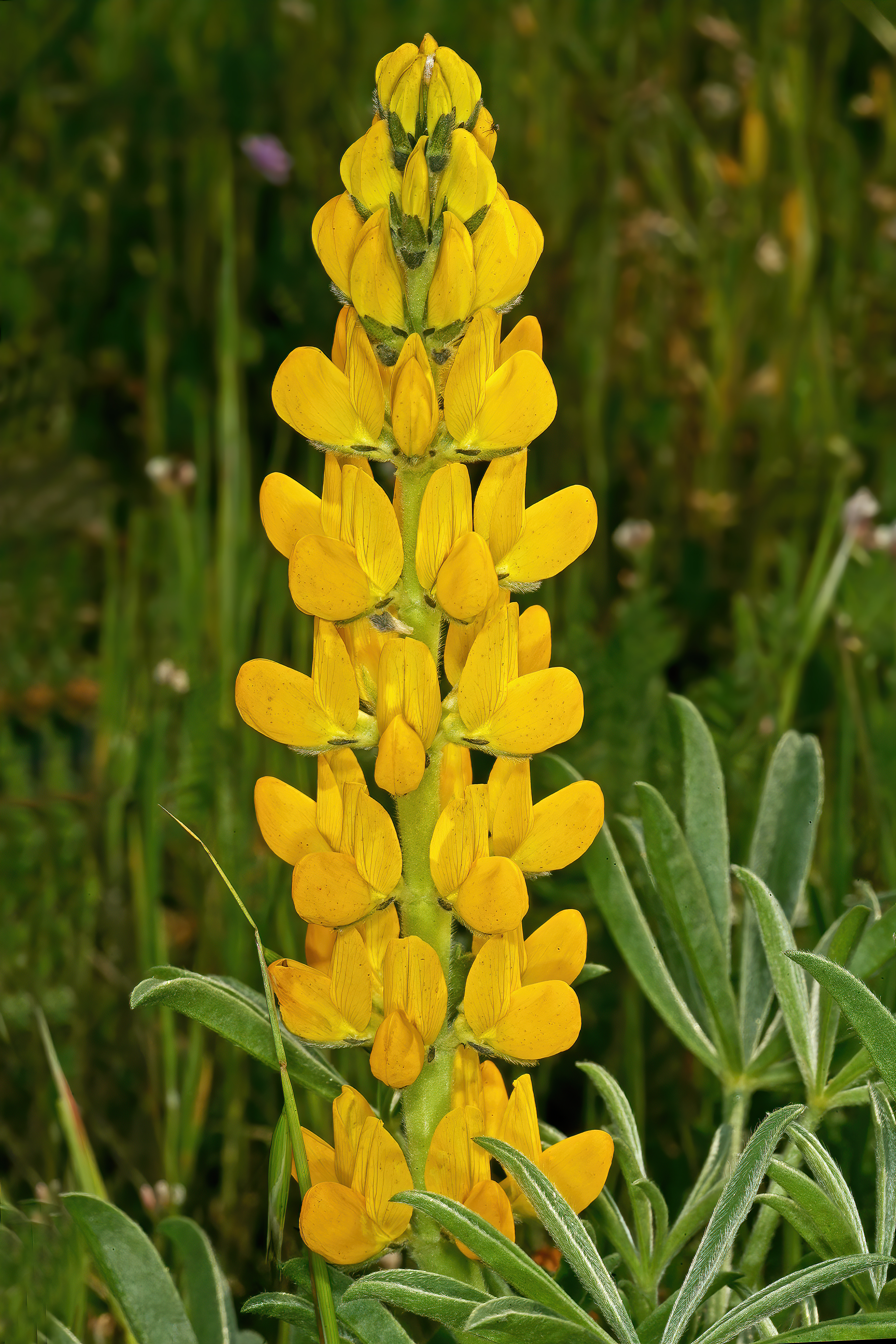

ŁodygaWzniesiona, prosta, o wysokości przeważnie 25–60 cm.
LiścieDłoniasto-złożone z 9-11 odwrotnie jajowatych listków.
KwiatyMotylkowe, żółte i pachnące, wyrastające w okółkach tworzących grono na szczytach pędów. Występują podkwiatki, kielich jest głęboko dwuwargowy.
OwocStrąk zawierający ponad 5 matowych nasion.
KorzeńMa brodawki korzeniowe, które umożliwiają wiązanie azotu atmosferycznego.

## Zastosowanie

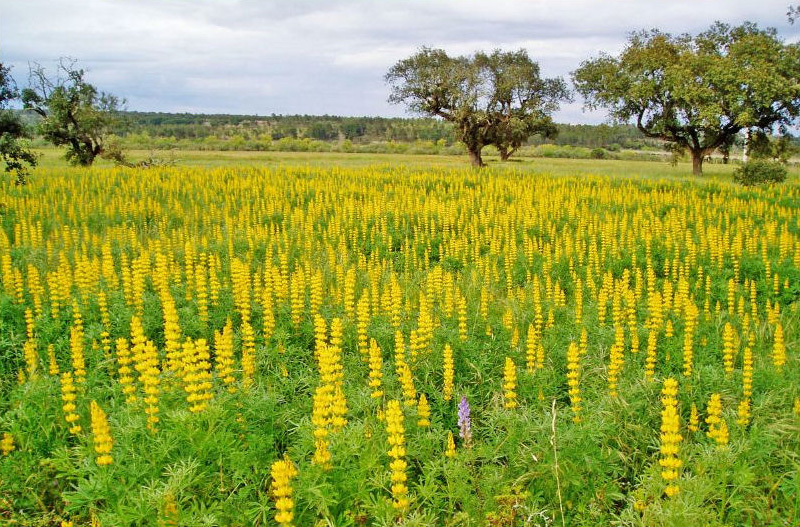
Uprawa łubinu żółtego

- Gatunek wykorzystywany jako nawóz zielony, wysiewany także jako międzyplon. Znajduje się w rejestrze roślin rolniczych Unii Europejskiej.
- Roślina miododajna[6].
- Odmiana zawierająca zmniejszoną ilość alkaloidów, zwana słodkim łubinem, jest uprawiana także na paszę[7].

## Polskie odmiany
Według danych Centralnego Ośrodka Badania Odmian Roślin Uprawnych w Polsce zarejestrowane są następujące odmiany łubinu żółtego:
- niesamokończące:
  - Baryt,
  - Dukat,
  - Lord,
  - Mister,
  - Parys,
  - Talar,
- samokończące:
  - Perkoz,
  - Taper[8].